# Mode (mytologi)
För andra betydelser, se mode (olika betydelser).
Mode ("den modige" eller "den vrede") är i nordisk mytologi ett av Tors och Sifs barn. Hans syster heter Trud och hans halvbröder är Magne och Uller. 
Mode har ärvt sin fars styrka och mod. Tillsammans med Magne ska han ta över Tors hammare Mjölner efter att Tor har dräpts av Midgårdsormen i Ragnarök. Mode och Magne förväntas utföra samma uppgifter som åskguden och Mode åkallas i samma frågor som man åkallade hans far: saker rörande vind, väder och årsväxt.